# Municipio de Kostinbrod
El municipio de Kostinbrod (búlgaro: Община Костинброд) es un municipio búlgaro perteneciente a la provincia de Sofía. Se ubica en la periferia noroccidental de la capital nacional Sofía, en la salida de la ciudad por la carretera 81 que lleva a Montana.

## Demografía
En 2011 tiene 17 846 habitantes, de los cuales el 90,53% son búlgaros y el 2,25% gitanos. Su capital es Kostinbrod, donde viven dos terceras partes de la población municipal.

## Localidades
Además de la capital municipal Kostinbrod, hay 13 pueblos en el municipio:
- Bezden
- Bogovtsi
- Buchin Projod
- Golianovtsi
- Gradets
- Dragovishtitsa
- Drenovo
- Dramsha
- Opitsvet
- Petarch
- Ponor
- Tsarichina
- Chibaovtsi